# Trionymus dactylis
Trionymus dactylis är en insektsart som först beskrevs av Green 1925.  Trionymus dactylis ingår i släktet Trionymus och familjen ullsköldlöss. Arten är reproducerande i Sverige. Inga underarter finns listade i Catalogue of Life.